# Pantelis Hatzidiakos
Pantelis Hatzidiakos (Grieks: Παντελής Χατζηδιάκος) (Rodos, 18 januari 1997) is een Nederlands-Grieks voetballer die bij voorkeur als verdediger speelt. Hij staat onder contract bij het Italiaanse Cagliari. Hatzidiakos debuteerde in 2019 hij in het Grieks voetbalelftal. 

## Clubcarrière

### AZ
Hatzidiakos is geboren en opgegroeid in Griekenland. Hij is de zoon van een Griekse vader en een Nederlandse moeder, waardoor hij beide nationaliteiten bezit. In januari 2011 verruilde hij  de jeugdopleiding van Panathinaikos voor de jeugdopleiding van AZ. Op 28 januari 2015 tekende Hatzidiakos zijn eerste professionele verbintenis bij AZ. Op 4 december 2015 zat hij voor het eerst bij de wedstrijdselectie van het eerste elftal tegen ADO Den Haag, maar kwam hij niet tot speelminuten. Zes dagen later volgde zijn debuut in de UEFA Europa League-wedstrijd tegen Athletic Bilbao. Hij kwam een kwartier voor tijd het veld in als vervanger van Thomas Ouwejan.
Zijn eerste doelpunt in het betaalde voetbal volgde op 19 september 2017, in een bekerwedstrijd tegen MVV Maastricht (2-3 winst). Zijn doorbraak in het eerste elftal volgt in oktober 2017, waarna hij bijna alle resterende wedstrijden van seizoen 2017/18 speelt. In seizoen 2018/19 speelde Hatzidiakos in de eerste seizoenshelft veel, maar in de tweede seizoenshelft weinig. In seizoen 2019/20 speelde hij veel, totdat hij op 28 november 2019 zwaar geblesseerd raakte aan zijn knie. Hierdoor zou hij de rest van het seizoen uitgeschakeld zijn.
Op 9 september 2020 maakte Hatzidiakos na een afwezigheid van negen maanden zijn rentree voor AZ in seizoenouverture tegen PEC Zwolle (1-1). Hij speelde dat seizoen 30 wedstrijden in alle competities, tot hij in maart 2021 opnieuw geblesseerd raakte en de laatste negen wedstrijden van het seizoen moest missen. Op 17 oktober 2021 was hij in de Eredivisie-wedstrijd tegen FC Utrecht (5-1 winst) voor het eerst aanvoerder van AZ. In het seizoen 2022/23 werd Hatzidiakos de eerste rechtsback van AZ, omdat Yukinari Sugawara voornamelijk als rechtsbuiten werd gebruikt en Sam Beukema, Maxim Dekker en Bruno Martins Indi centraal achterin de voorkeur kregen. Toen al deze ploeggenoten van Hatzidiakos later in het seizoen geblesseerd raakte, keerde Hatzidiakos terug op zijn oorspronkelijke plek centraal achterin. Hij speelde dat seizoen 52 wedstrijden over alle competities en miste slechts twee wedstrijden.

### Cagliari
Medio 2023 maakte Hatzidiakos de overstap naar het Italiaanse Cagliari, dat het voorgaande seizoen was gepromoveerd naar de Serie A. In zijn eerste seizoen kwam de verdediger tot dertien optredens, allen als basisspeler. Voor het seizoen 2024/25 werd Hatzidiakos verhuurd aan FC Kopenhagen.

## Clubstatistieken
Beloften
| Seizoen | Club    | Competitie     | Competitie | Competitie |
| Seizoen | Club    | Competitie     | Wed.       | Dlp.       |
| ------- | ------- | -------------- | ---------- | ---------- |
| 2016/17 | Jong AZ | Tweede divisie | 24         | 0          |
| 2017/18 | Jong AZ | Eerste divisie | 5          | 0          |
| 2019/20 | Jong AZ | Eerste divisie | 2          | 0          |
| Totaal  | Totaal  | Totaal         | 31         | 0          |

Bijgewerkt t/m 18 januari 2018. 
Senioren
| Seizoen         | Club            | Competitie      | Competitie | Competitie | Beker | Beker | Internationaal | Internationaal | Overig | Overig | Totaal | Totaal |
| Seizoen         | Club            | Competitie      | Wed.       | Dlp.       | Wed.  | Dlp.  | Wed.           | Dlp.           | Wed.   | Dlp.   | Wed.   | Dlp.   |
| --------------- | --------------- | --------------- | ---------- | ---------- | ----- | ----- | -------------- | -------------- | ------ | ------ | ------ | ------ |
| 2015/16         | AZ              | Eredivisie      | 4          | 0          | 1     | 0     | 1              | 0              | 0      | 0      | 6      | 0      |
| 2016/17         | AZ              | Eredivisie      | 2          | 0          | 1     | 0     | 0              | 0              | 2      | 0      | 5      | 0      |
| 2017/18         | AZ              | Eredivisie      | 26         | 1          | 3     | 1     | 0              | 0              | 0      | 0      | 29     | 2      |
| 2018/19         | AZ              | Eredivisie      | 17         | 1          | 4     | 0     | 2              | 0              | 0      | 0      | 23     | 1      |
| 2019/20         | AZ              | Eredivisie      | 11         | 1          | 0     | 0     | 9              | 1              | 0      | 0      | 20     | 2      |
| 2020/21         | AZ              | Eredivisie      | 23         | 0          | 1     | 0     | 6              | 0              | 0      | 0      | 30     | 0      |
| 2021/22         | AZ              | Eredivisie      | 28         | 0          | 3     | 0     | 11             | 0              | 0      | 0      | 42     | 0      |
| 2022/23         | AZ              | Eredivisie      | 33         | 0          | 2     | 0     | 17             | 0              | 0      | 0      | 52     | 0      |
| 2023/24         | Cagliari        | Serie A         | 13         | 0          | 2     | 0     | 0              | 0              | 0      | 0      | 15     | 0      |
| Carrière totaal | Carrière totaal | Carrière totaal | 157        | 3          | 17    | 1     | 46             | 1              | 2      | 0      | 222    | 5      |

 Bijgewerkt t/m 1 juli 2024. 

## Interlandcarrière
Hatzidiakos maakte op 28 maart 2013 zijn debuut voor het Nederlands voetbalelftal onder 16 op het internationale "Tournoi de Montaigu" in de met 2−1 verloren wedstrijd tegen Duitsland. Vier dagen later speelde Hatzidiakos zijn tweede en tevens laatste wedstrijd voor Nederland onder 16 tegen de leeftijdsgenoten van Portugal.
Hatzidiakos kwam eenmaal uit voor Nederland onder 17 in de met 3−2 gewonnen wedstrijd tegen Israël.
Op 27 maart 2014 maakte Hatzidiakos zijn debuut in een Grieks jeugdelftal namens Griekenland onder 17. In de wedstrijd tegen Turkije onder 17 speelde hij de volledige wedstrijd.
Op 23 september 2014 zat hij bij de voorlopige selectie van Nederland onder 18 voor de oefenwedstrijd tegen Servië. Trainer Maarten Stekelenburg nam hem echter niet op in de definitieve selectie.
Op 22 maart 2018 debuteerde Hatzidiakos namens Griekenland onder 21.
Op 12 oktober 2019 debuteerde Hatzidiakos voor het Grieks voetbalelftal in een kwalificatiewedstrijd voor het Europees kampioenschap voetbal 2020. Tegenstander was Italië.

## Erelijst
| Tweede divisie | 1x | 2016/17 |